# Astragalus koslovii
Astragalus koslovii är en ärtväxtart som beskrevs av N.Ulziykh. Astragalus koslovii ingår i släktet vedlar, och familjen ärtväxter. Inga underarter finns listade i Catalogue of Life.